# Stenocercus fimbriatus
Espèce
Statut de conservation UICN

 LC  : Préoccupation mineure
Stenocercus fimbriatus est une espèce de sauriens de la famille des Tropiduridae.

## Répartition
Cette espèce se rencontre :
- au Brésil dans l’État d'Amazonas ;
- au Pérou dans la région de Junín.

## Publication originale
- Avila-Pires, 1995 : Lizards of Brazilian Amazonia (Reptilia: Squamata). Zoologische Verhandelingen, vol. 299, n. 1, p. 1-706 (texte intégral).